# Protolestes simonei
Protolestes simonei är en trollsländeart som beskrevs av Aguesse 1967. Protolestes simonei ingår i släktet Protolestes och familjen Megapodagrionidae. Inga underarter finns listade i Catalogue of Life.